# Altlandsberg
Altlandsberg est une petite ville de l'arrondissement de Märkisch-Pays de l'Oder, dans le Land de Brandebourg, en Allemagne.

## Géographie
Altlandsberg se trouve sur le plateau de Barnim à la périphérie de Berlin, à 23 km à l'est-nord-est du centre de la capitale et à 45 km à l'ouest de Seelow. Elle fait partie de l'agglomération berlinoise.
Le territoire communal comprend 6 localités :
| - Altlandsberg - Bruchmühle - Buchholz | - Gielsdorf - Wegendorf - Wesendahl |

La ville est reliée à l'autoroute 10 (Berliner Ring), la ceinture périphérique de la capitale allemande.

## Histoire

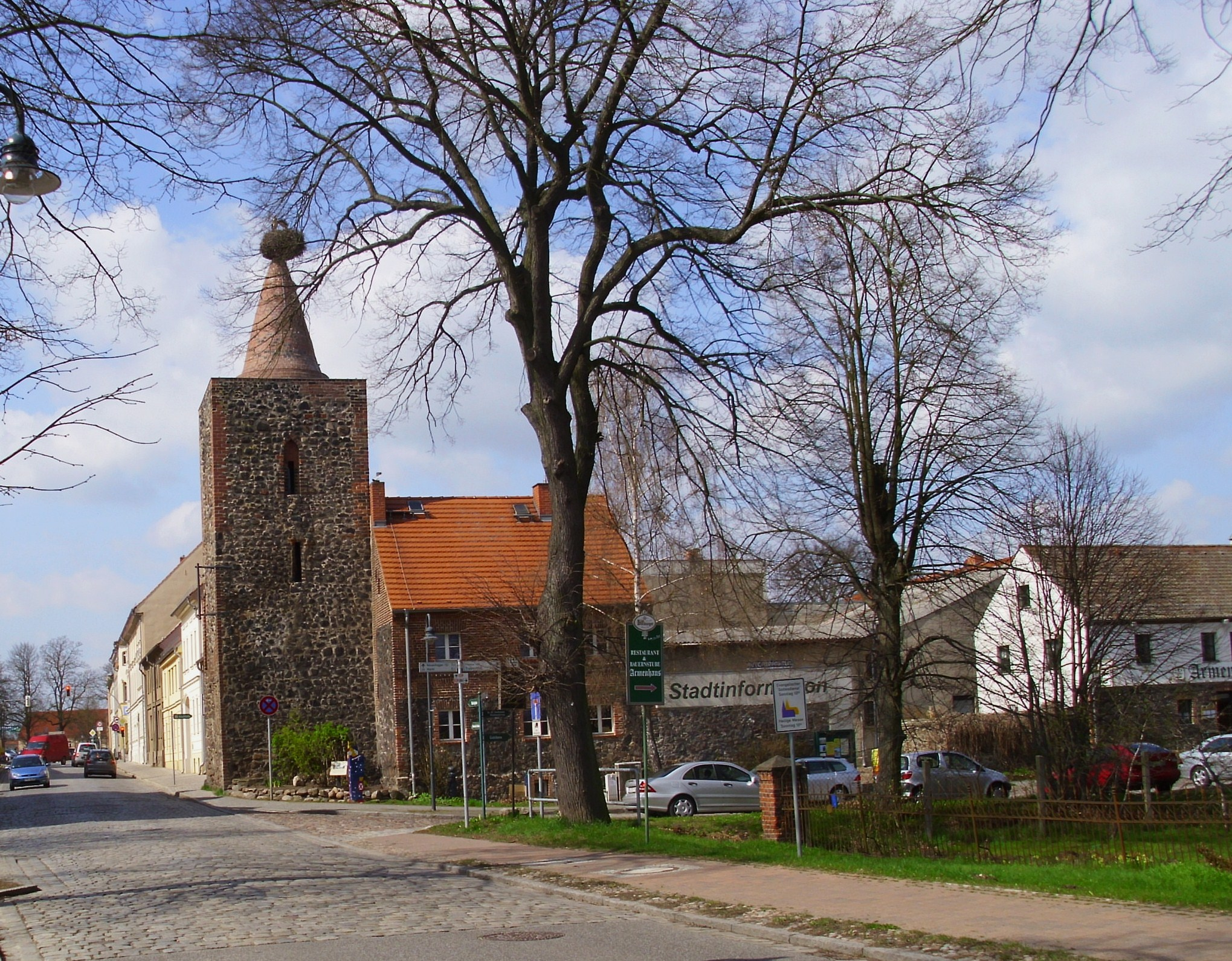
La tour de porte de Strausberg.

La localité a été fondée au cours de la colonisation germanique, probablement sur le site d'une ancienne forteresse slave. Le premier document écrit mentionnant Landesberg est daté de 1300 ; il se pourrait que le nom soit transféré du margraviat de Landsberg en possession de la maison de Wettin : c'était le margrave Henri l'Illustre qui se fâcha avec les margraves Jean Ier et Othon III de Brandebourg, ses voisins au nord. Après de violents affrontements entre 1239 et 1245, Henri a dû céder la seigneurie territoriale sur les plateaux de Barnim et de Teltow aux souverains ascaniens du Brandebourg. L'église Sainte-Marie, une basilique romane, fut bâtie vers l'an 1250.
La ville a été réaménagées et entourée par une enceinte au XIVe siècle. En 1335, le margrave Louis Ier y a fondé un monastère de la confrérie des Serviti. Le bourg sur la route de Berlin à Strausberg possède le statut d'une ville de marché ayant le droit d'accueillir des marchés par décret de l'électeur Frédéric Ier de Brandebourg de 1421. En 1432, Altlandsberg a été incendiée par les hussites. Le monastère fut dissout au cours de la Réforme protestante en 1540.

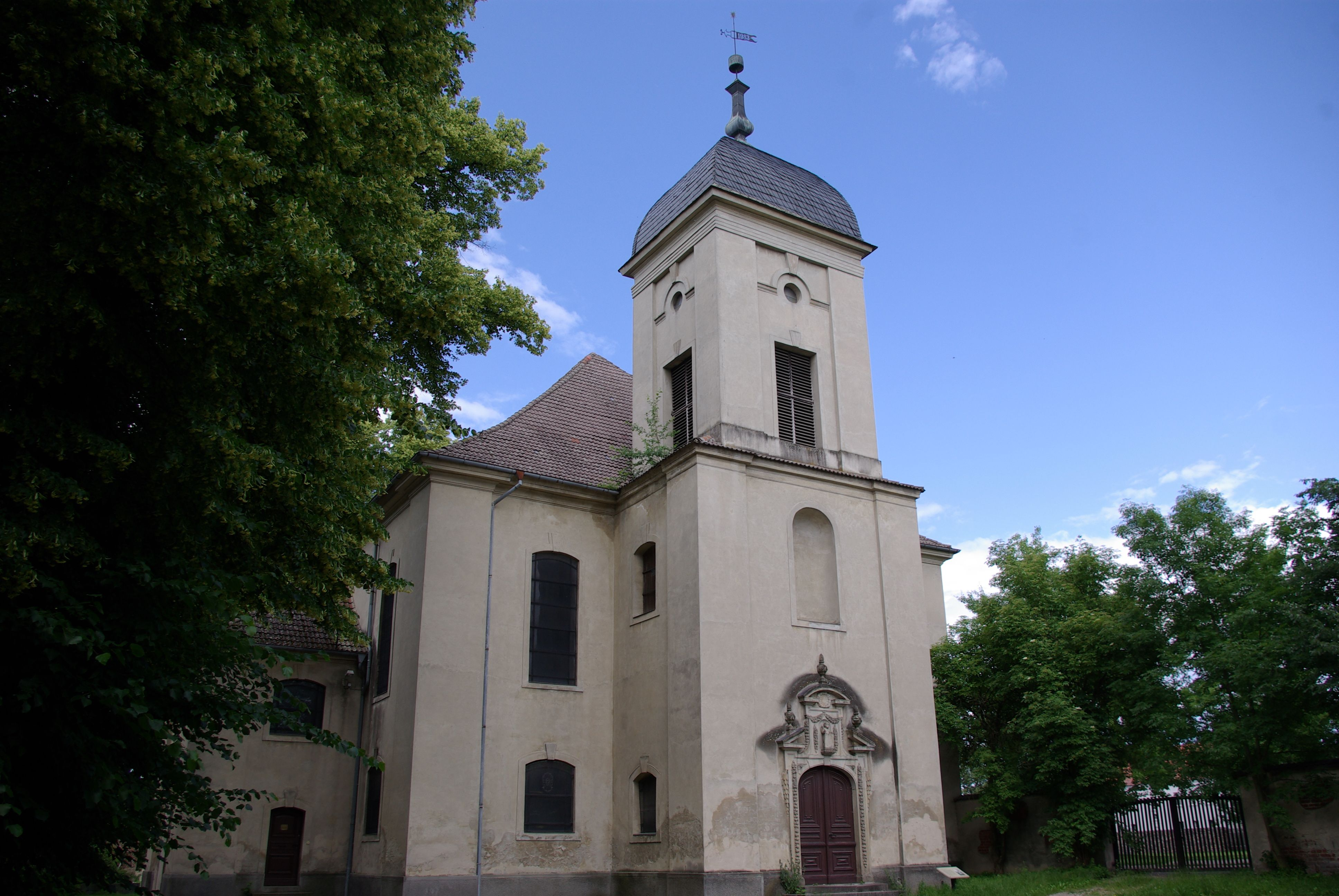
L'ancienne chapelle du château.

Dévastée durant la guerre de Trente Ans, la ville fut reconstruite sous le règne du « Grand Électeur » Frédéric-Guillaume Ier. Son fils Frédéric III grandit à Altlandsberg, au manoir de son précepteur Otto von Schwerin. En 1708, le château devint une résidence secondaire du roi en Prusse. Le bâtiment en style baroque fut détruit au cours d'un incendie en 1757.
La commune d'Altlandsberg faisait partie du district de Potsdam au sein de la province de Brandebourg de 1815 à 1945. Vers la fin de la Seconde Guerre mondiale, le 21 avril 1945, les forces soviétiques de la 5e armée de choc sous le commandement du lieutenant-général Nikolaï Berzarine ont atteint la ville et se mirent en marche à la conquête de la capitale allemande, Berlin. Du 2 au 8 mai, les membres du groupe Ulbricht sont hébergés dans le village de Bruchmühle.
Jusqu'à la réunification allemande en 1990, la ville faisait partie du district de Francfort-sur-l'Oder au sein de la République démocratique allemande (RDA).

## Démographie
- Évolution démographique dans les limites actuelles depuis 1875.
- Évolution recente (ligne bleue) et prévisions sur l'effectif de résidents.

| Année | Population |
| ----- | ---------- |
| 1875  | 3 875      |
| 1890  | 4 214      |
| 1910  | 4 437      |
| 1925  | 6 029      |
| 1933  | 7 094      |
| 1939  | 8 188      |
| 1946  | 9 315      |
| 1950  | 9 326      |
| 1964  | 5 935      |
| 1971  | 5 853      |

| Année | Population |
| ----- | ---------- |
| 1981  | 5 043      |
| 1985  | 4 942      |
| 1989  | 4 796      |
| 1990  | 4 799      |
| 1991  | 4 768      |
| 1992  | 4 856      |
| 1993  | 4 916      |
| 1994  | 4 963      |
| 1995  | 5 265      |
| 1996  | 5 877      |

| Année | Population |
| ----- | ---------- |
| 1997  | 6 502      |
| 1998  | 7 044      |
| 1999  | 7 498      |
| 2000  | 7 903      |
| 2001  | 8 092      |
| 2002  | 8 189      |
| 2003  | 8 494      |
| 2004  | 8 645      |
| 2005  | 8 677      |
| 2006  | 8 737      |

| Année | Population |
| ----- | ---------- |
| 2007  | 8 739      |
| 2008  | 8 769      |
| 2009  | 8 757      |
| 2010  | 8 806      |
| 2011  | 8 723      |
| 2012  | 8 809      |
| 2013  | 8 894      |
| 2014  | 8 996      |
| 2015  | 9 158      |
| 2016  | 9 298      |

| Année | Population |
| ----- | ---------- |
| 2017  | 9 371      |
| 2018  | 9 490      |
| 2019  | 9 526      |
| 2020  | 9 662      |

## Jumelages

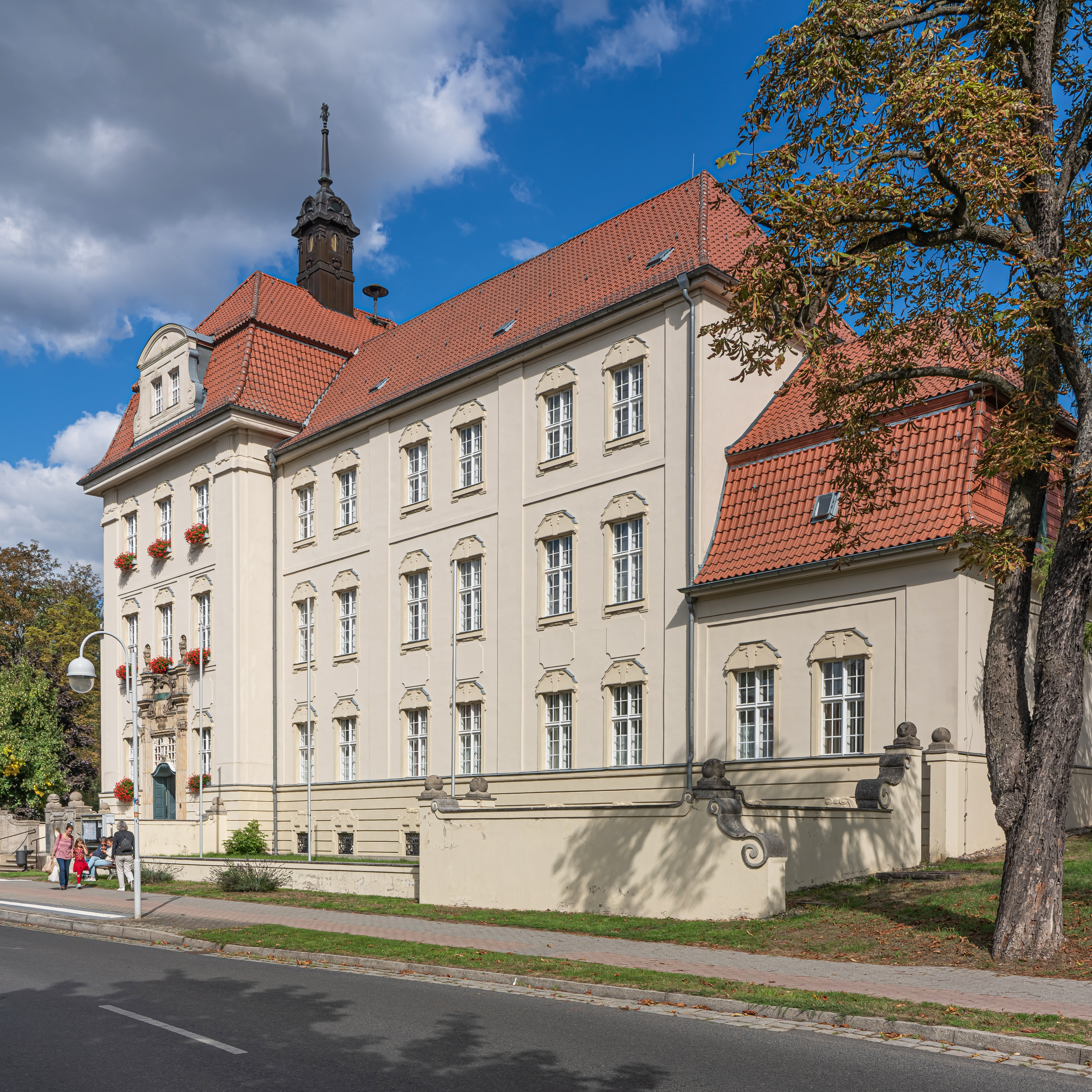
L'hôtel de ville.

La ville d'Altlandsberg est jumelée avec :
- Stadtlohn (Allemagne)
- Krzeszyce (Pologne) depuis 2002

## Personnalités liées à la commune
- Friedrich Wilhelm Langerhans (1780-1851), architecte né à Altlandsberg ;
- Franz Behrens (1872-1943), homme politique mort à Altlandsberg ;
- Gerhard Lucht (1913-1979), homme politique mort à Altlandsberg ;
- Jochen von Lang (1925-2003), journaliste et écrivain né à Altlandsberg ;
- Dagmar Enkelmann (née en 1956), femme politique née à Altlandsberg.